# Amaurobius strandi
Amaurobius strandi là một loài nhện trong họ Amaurobiidae.
Loài này thuộc chi Amaurobius. Amaurobius strandi được miêu tả năm 1937 bởi Charitonov.